# Крен
Крен (от фр. carène — киль, подводная часть судна или от англ. kren-gen — класть судно на бок) — поворот объекта (судна, самолёта, фундамента) вокруг его продольной оси (см. также продольная ось самолёта).
Один из трёх углов (крен, тангаж и рыскание), соответствующих трём углам Эйлера, которые задают ориентацию аппарата относительно нормальной системы координат. Крен, в классическом его понятии, не определён при тангаже, равном 90° и −90°. Угол крена (угол наклона) обозначается буквой γ (гамма). В отличие от самолётов, угол поворота ракеты вокруг продольной оси называется не креном, а углом вращения, и обозначается буквой φ (фи).
Вызывается работой элеронов — элементов механизации крыла.
Поворот судна вокруг продольной оси на 180 градусов называется «оверкиль» или, в просторечии, «вверх дном», «вверх тормашками».

## Влияние крена на поведение яхты.
Форма ватерлинии остается симметричной, пока крен отсутствует и яхта идет прямо.
Форма ватерлинии становится асимметричной при появлении крена.
Способность судна противостоять крену и возвращаться в нормальное положение называется поперечной остойчивостью.
Судно находится в равновесии, когда собственный вес уравновешен  силой плавучести, в этом случае судно идет без крена.
С увеличением крена, способность яхты приводиться к ветру растет.
Для уменьшения крена нужно переместить экипаж на наветренный борт.

## Языковые особенности в английском языке
В английском языке существует пять разных слов для обозначения крена:
самолеты:
- Roll — собственно крен
- Bank — угол Эйлера, соответствующий крену

корабли:
- List — статический крен, вызванный, например, неравномерностью распределения груза
- Heel — временный статический крен, вызванный, например, сильным боковым ветром
- Loll — угол установившегося крена у судна с отрицательной начальной остойчивостью